# Chutney
Pour les articles homonymes, voir Chutney (homonymie).

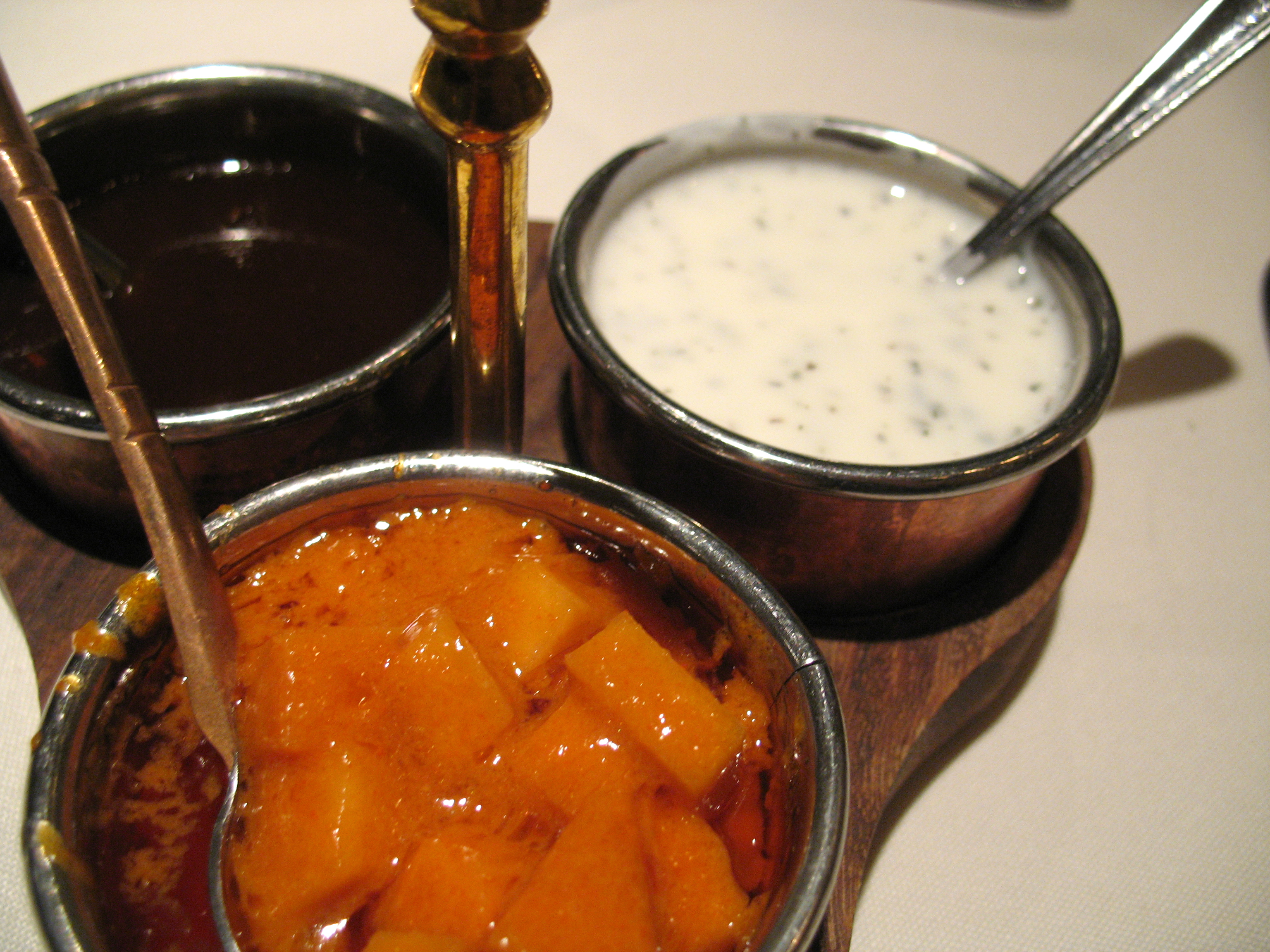
Assortiment de chutneys.

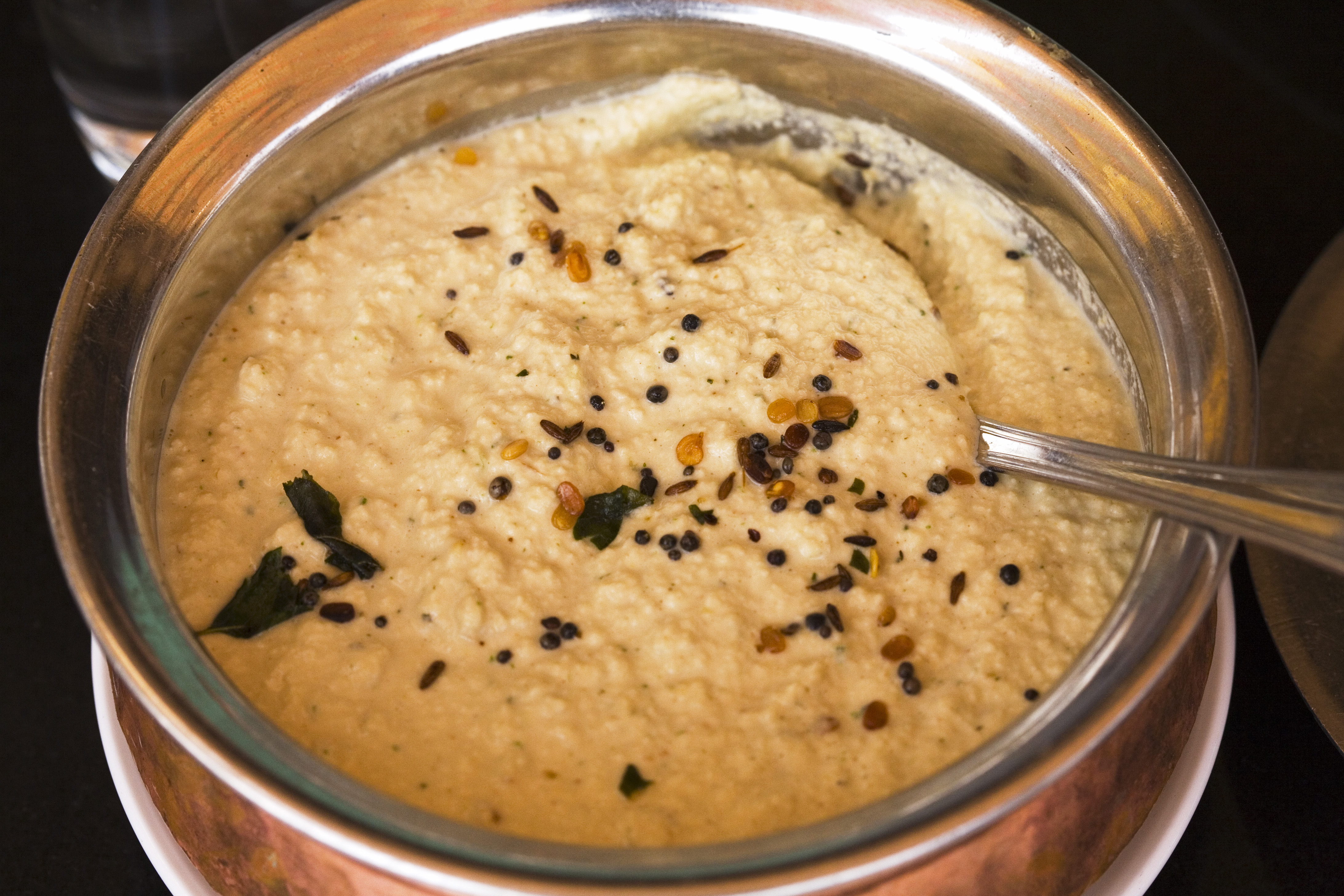
Chutney à la noix de coco.

Le chutney — graphie anglaise — ou chatni est une sauce, souvent aigre-douce, servie en accompagnement de mets caractéristiques de la cuisine indienne, de la cuisine pakistanaise et de la cuisine sud-africaine. Il peut également agrémenter des mets tels que le foie gras.

## Ingrédients
Parmi les ingrédients, on trouve une grande variété de fruits et/ou de légumes, condimentés et épicés. Certains chutneys se préparent froids, la plupart sont à base de fruits et nécessitent une cuisson. Les plus courants sont à la noix de coco, à la tomate, coriandre-menthe, au tamarin, à la mangue (utilisant des fruits verts non pelés), et au citron vert, fait de fruits entiers, non pelés.
D'autres types de chutney sont les chutneys : aux piments (piment rouge, chili, etc.), à l'oignon, à l'échalote, à l'aubergine, aux cacahuètes, au babeurre, aux haricots de kuthi (grains de cheval), au tamarin, aux fleurs de cassier (casse fistuleuse), et aux feuilles de neem. On peut aussi trouver : chutney à l'okra (gombo, bhindi); chutney à la margose, chutney de feuilles ou de racines de taro[Lequel ?], chutney au jujube de Maurice (jujube indien) et chutney au coing.
Dans les régions tempérées, les chutneys peuvent être faits à partir des ingrédients locaux comme la pomme ou la pêche, également les figues. Pour parfumer les chutneys, on ajoute couramment du sucre, du sel, de l'ail, du gingembre, du fenugrec, de la coriandre, du cumin et de l'ase fétide.

## Consommation
En Inde, le chutney est préparé pour être consommé frais et est souvent présenté sur pain bhakri. Les formes consommées ailleurs contiennent souvent de l'huile, du vinaigre ou du jus de citron, pour améliorer sa conservation.